# Montagne della Slovenia
Le montagne della Slovenia fanno parte di due catene montuose: le Alpi e le Dinariche.

## Alpi
- Alpi Giulie (Julijske Alpe), situate nel nord-ovest della Slovenia. La vetta più alta è il monte Tricorno con 2864 m.
- Alpi delle Caravanche (Karavanke), catena montuosa al confine tra Austria e Slovenia. La vetta più alta è Hochstuhl con 2336 m.
- Alpi di Kamnik e della Savinja (Kamniško-Savinjske Alpe), poste a sud delle Caravanche. Il monte più alto è il Grintovec con 2558 m.

## Dinariche
Nella Carniola interna la vetta più alta è il monte Nevoso.

## Lista dei rilievi più alti
Lista dei monti più alti di 1 000 metri.

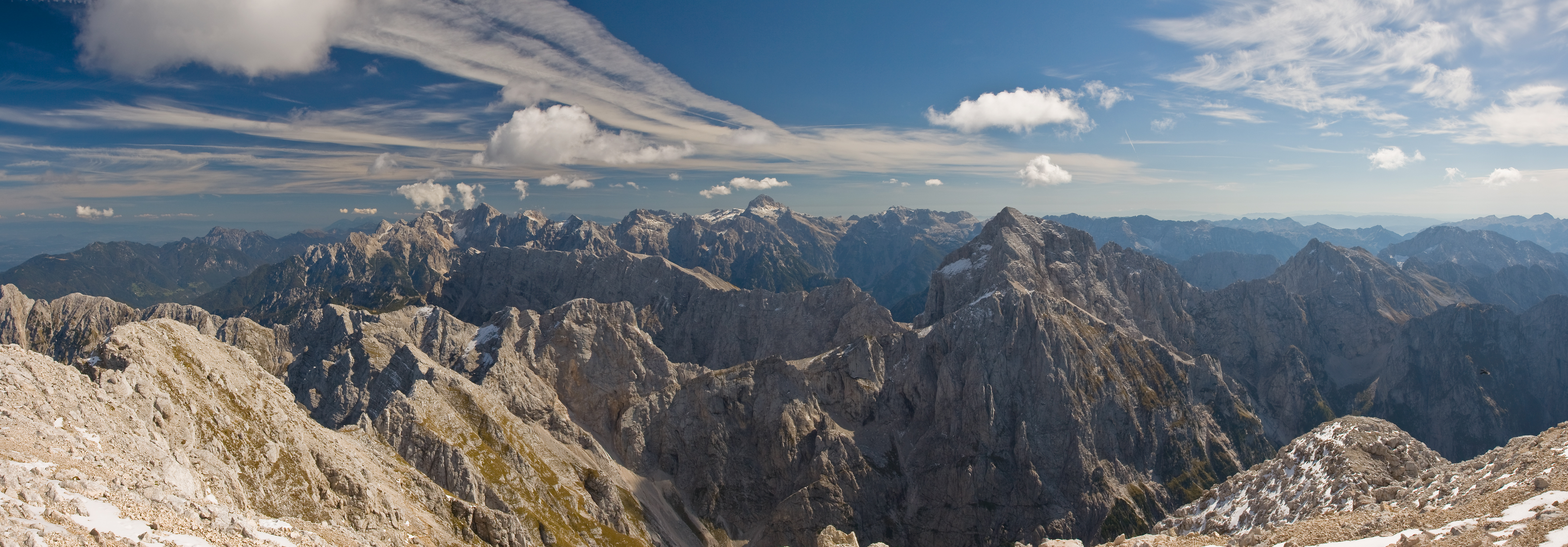
Una vista da Mangart ad est. Da sinistra a destra: Ponza (Ponca), gruppo Špik, Mojstrovka, Škrlatica, Razor, Prisojnik, Travnik, Tricorno, Kanjavec, Gialuz (Jalovec), Lepo špičje

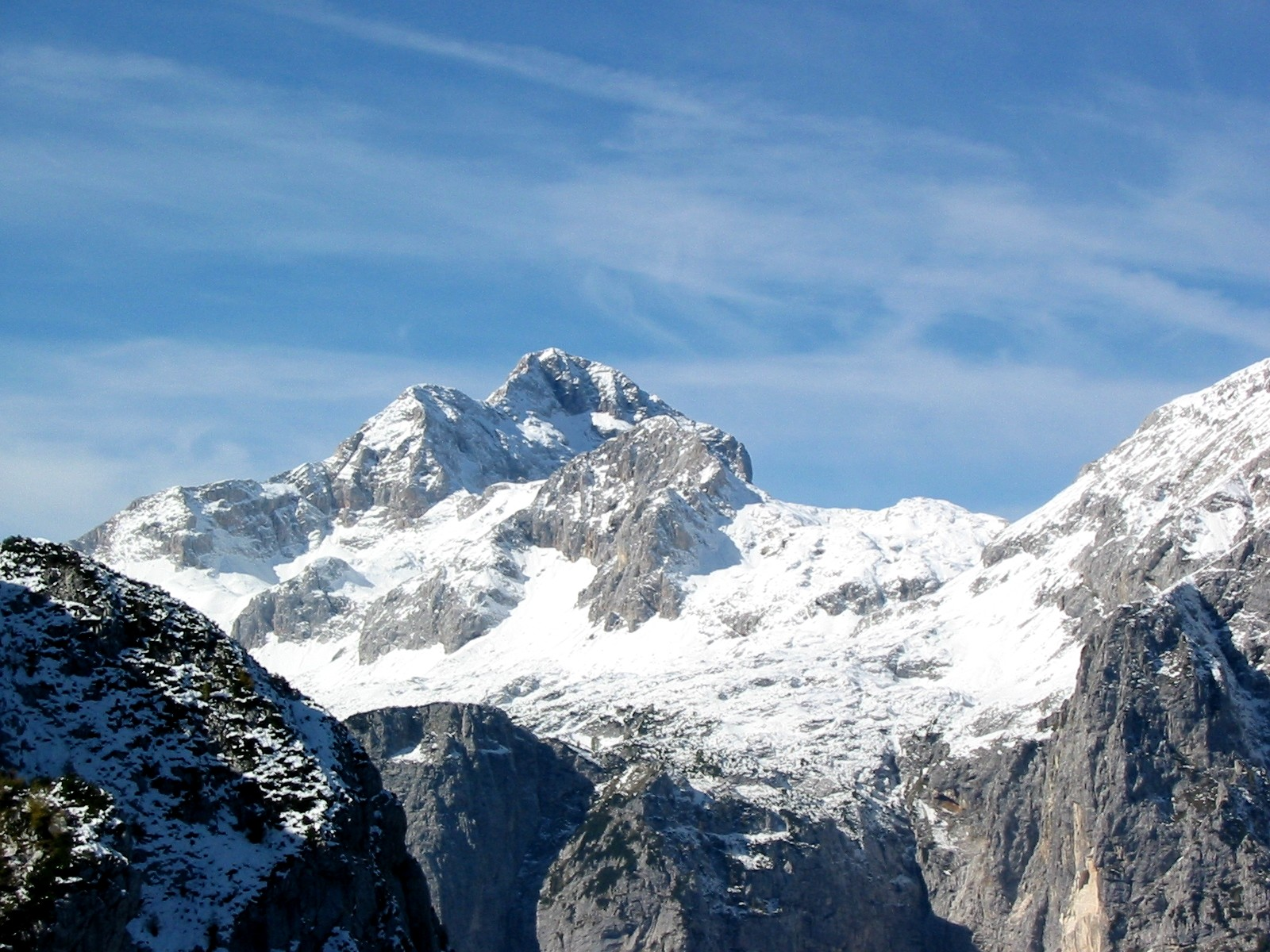
Tricorno: il monte più alto della Slovenia e simbolo nazionale

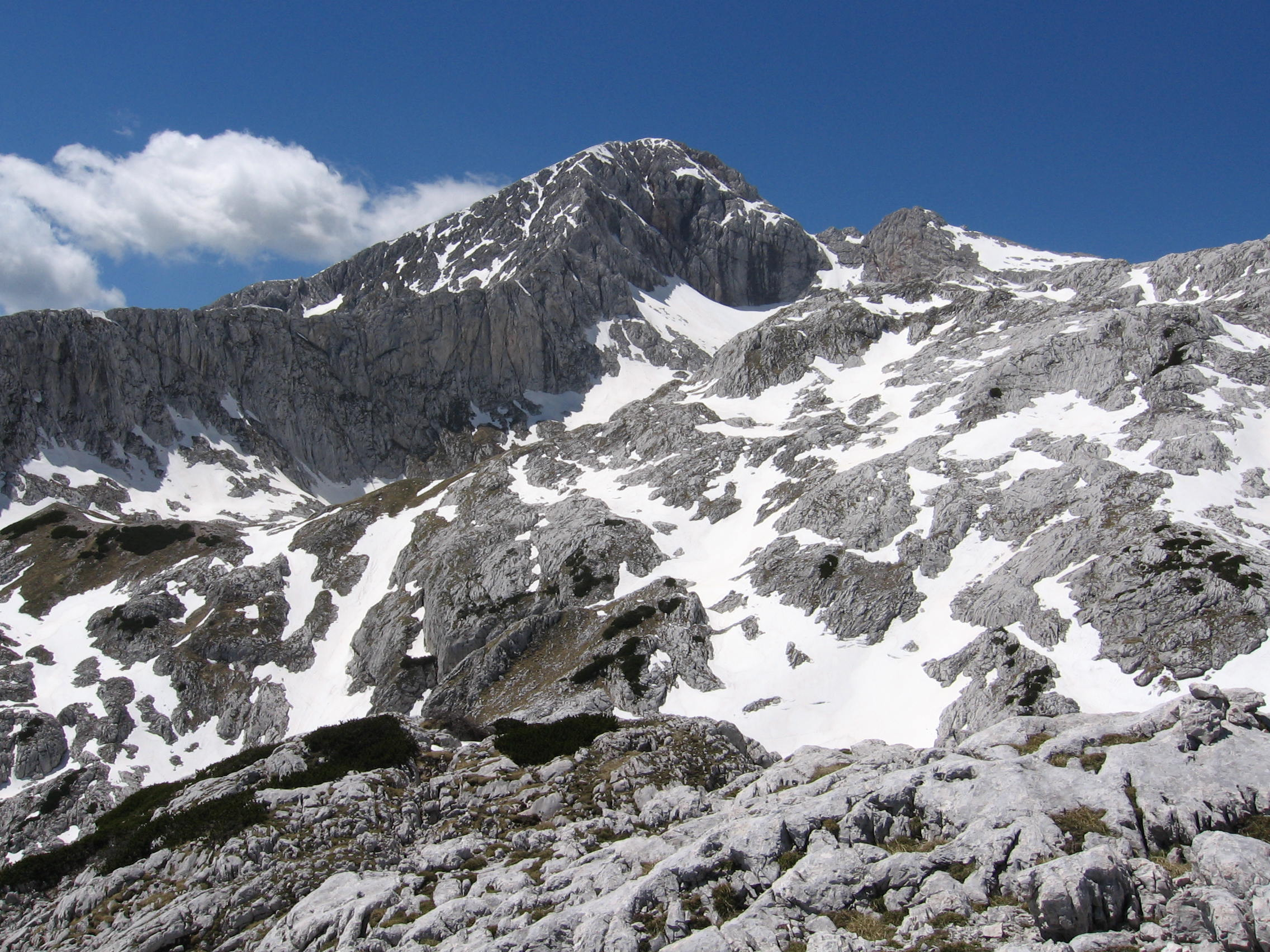
Grintovec

| Montagna                             | Catena montuosa                | Altezza (m) |
| ------------------------------------ | ------------------------------ | ----------- |
| Tricorno (Triglav)                   | Alpi Giulie                    | 2 864       |
| Škrlatica                            | Alpi Giulie                    | 2 740       |
| Mangart                              | Alpi Giulie                    | 2 679       |
| Visoki Rokav                         | Alpi Giulie                    | 2 646       |
| Monte Gialuz (Jalovec)               | Alpi Giulie                    | 2 645       |
| Oltar                                | Alpi Giulie                    | 2 621       |
| Ponza Grande (Visoka Ponca)          | Alpi Giulie                    | 2 602       |
| Razor                                | Alpi Giulie                    | 2 601       |
| Dolkova špica                        | Alpi Giulie                    | 2 591       |
| Monte Canin (Kanin)                  | Alpi Giulie                    | 2 587       |
| Kanjavec                             | Alpi Giulie                    | 2 568       |
| Grintovec                            | Alpi di Kamnik e della Savinja | 2 558       |
| Jezerska Kočna                       | Alpi di Kamnik e della Savinja | 2 540       |
| Prisojnik                            | Alpi Giulie                    | 2 547       |
| Dovški križ                          | Alpi Giulie                    | 2 542       |
| Skuta                                | Alpi di Kamnik e della Savinja | 2 533       |
| Jezerska Kočna                       | Alpi di Kamnik e della Savinja | 2 520       |
| Špik                                 | Alpi Giulie                    | 2 472       |
| Planjava                             | Alpi di Kamnik e della Savinja | 2 396       |
| Ojstrica                             | Alpi di Kamnik e della Savinja | 2 350       |
| Grinta di Plezzo (Bavšica Grintavec) | Alpi Giulie                    | 2 347       |
| Mlinarsko sedlo                      | Alpi di Kamnik e della Savinja | 2 334       |
| Monte Nero (Krn)                     | Alpi Giulie                    | 2 244       |
| Tosc                                 | Alpi Giulie                    | 2 275       |
| Hochstuhl (Veliki Stol)              | Caravanche                     | 2 236       |
| Košuta                               | Caravanche - Košuta            | 2 133       |
| Storžič                              | Alpi di Kamnik e della Savinja | 2 132       |
| Petzen                               | Caravanche - Petzen            | 2 126       |
| Raduha                               | Alpi di Kamnik e della Savinja | 2 062       |
| Monte Cradizza (Rodica)              | Alpi Giulie                    | 1 966       |
| Mojstrovica                          | Caravanche                     | 1 816       |
| Monte Nevoso (Snežnik)               | Nevoso                         | 1 796       |
| Uršlja                               | Caravanche                     | 1 699       |
| Ratitovec                            | Alpi Giulie                    | 1 666       |
| Porezen                              | Prealpi Slovene                | 1 630       |
| Blegoš                               | Prealpi Slovene                | 1 562       |
| Črni Vrh                             | Pohorje                        | 1 543       |
| Mala Kopa                            | Pohorje                        | 1 542       |
| Peč                                  | Caravanche                     | 1 509       |
| Pleša                                | Monte Nanos                    | 1 260       |
| Kucelj                               | Selva di Tarnova               | 1 237       |
| Kum                                  | Prealpi Slovene orientali      | 1 219       |
| Logar kogel                          | Gorjanci                       | 1 126       |
| Mrzlica                              | Prealpi Slovene orientali      | 1 122       |
| Krim                                 | Krim                           | 1 107       |
| Rog                                  | Kočevski rog                   | 1 099       |
| Mirna                                | Kočevski rog                   | 1 047       |
| Monte Taiano (Slavnik)               | Cicceria                       | 1 028       |
| Veliki Javornik                      | Bohor                          | 1 024       |